# Федченко, Галина Юрьевна
Галина Юрьевна Федченко (род. 22 июля 1974) — российская футболистка, нападающая, игрок в мини-футбол и пляжный футбол. Выступала за сборную России по мини-футболу. Мастер спорта России международного класса.

## Биография
Занималась футболом с 1990 года, вызывалась в юниорскую сборную СССР по своему возрасту. С середины 1990-х годов сосредоточилась на выступлениях в мини-футболе, где более 15 лет представляла петербургский клуб «Аврора». Чемпионка (2010) и неоднократный призёр чемпионата России по мини-футболу, обладательница (1995, 1996, 1998, 2000, 2010) и финалистка Кубка России. Входила в число лучших снайперов чемпионата, в том числе в сезоне 1995/96 (19 голов — третье место). Пятикратная победительница Кубка европейских чемпионов. Была капитаном «Авроры».
Также со своим клубом выступала в футзале, становилась чемпионкой России. В составе футзальной сборной России побеждала на чемпионатах Европы (2004) и мира (2006).
В 2006—2007 годах в составе «Авроры» участвовала в высшей лиге России по большому футболу. Лучший бомбардир клуба в 2006 году (5 голов).
С 2012 года выступала в пляжном футболе за клуб «Нева» (Санкт-Петербург). Участница трёх финальных турниров чемпионата России (2012, 2013, 2017), ещё трижды включалась в заявку, но на поле не выходила (2014, 2016, 2018). Вице-чемпионка России 2012 и 2013 годов. Участница Кубка европейских чемпионов 2017 года.
В мини-футболе с начала 2010-х годов играла на уровне городских и региональных соревнований. Победительница и призёр чемпионата и Кубка Санкт-Петербурга, первенства МРО «Северо-Запад». Была арбитром мини-футбольных соревнований.
Окончила Санкт-Петербургскую государственную академию физической культуры им. П. Ф. Лесгафта (2001). Работает учителем физкультуры в одной из школ города. Приводила свои команды к призовым местам в городских детских соревнованиях.